# Corbeanca (okręg Ilfov)
Corbeanca – wieś w Rumunii, w okręgu Ilfov, w gminie Corbeanca. W 2011 roku liczyła 2475 mieszkańców.